# Hospital Santa Cruz (Santa Cruz do Sul)
O Hospital Santa Cruz (HSC) é um hospital filantrópico e o principal de Santa Cruz do Sul (que possui outros dois: Hospital Ana Nery e Hospital Monte Alverne), atendendo não só a população da cidade, mas também de municípios vizinhos. O hospital é administrado pela Associação Pró-Ensino de Santa Cruz (APESC), também mantenedora da Universidade de Santa Cruz do Sul, Colégio Educar-se e Centro Profissional da UNISC. Fundado em 22 de maio de 1908, é o principal centro de saúde do Vale do Rio Pardo, com mais de 20 mil metros quadrados em fevereiro 2017.

## Histórico
Com o início da colonização alemã em Santa Cruz do Sul, surge a necessidade da construção de um hospital para atender as exigências – cada vez mais crescentes – da população na área da saúde. Sob a iniciativa do padre Francisco Suzen, a comunidade realiza uma campanha para arrecadar donativos, material e mão-de-obra voluntária para que a obra tivesse início. No entanto, a situação financeira da colônia exige a interrupção da iniciativa, a qual só seria retomada mais tarde, após a chegada das irmãs franciscanas à localidade.
O ano de 1893 marca a chegada das religiosas da Ordem de São Francisco a Santa Cruz do Sul. Após encontros e debates com a comunidade, a madre geral da congregação, irmã Ludmila, propõe o irrecusável: as irmãs cederiam o terreno de sua propriedade, profissionais da área da saúde e manteriam a instituição, enquanto que a comunidade ficaria responsável pela edificação do estabelecimento.
A campanha de arrecadação de fundos é retomada e, mesmo com diversas dificuldades, a construção tem início em 1905, sendo concluída em novembro de 1907. As atividades do Hospital Santa Cruz, finalmente, têm início em 22 de maio de 1908, tendo o alemão Heinz Von Ortenberg à frente dos trabalhos como médico chefe da casa de saúde. Alternando a residência em Santa Cruz com a participação nas duas guerras mundiais, Ortenberg confere, desde cedo, o caráter humanista que o Hospital Santa Cruz adquirira com o passar dos anos, atendendo gratuitamente as camadas mais humildes da população. Esse perfil de atendimento seria fortalecido com a administração empreendida pelas irmãs, guiadas pelos ideais franciscanos de generosidade, fraternidade e apoio aos mais necessitados.
Entre as décadas de 70 e 90, a instituição passa por reformas, ampliações e inauguração de novos serviços. Informatização de diversos setores, a ampliação da UTI Adulto, a criação da UTI Neopediátrica e do setor de Pneumologia e Cirurgia Torácica são alguns dos acontecimentos que marcaram seus últimos 30 anos.
Em 30 de junho de 2003, o Hospital é adquirido pela Associação Pró-Ensino em Santa Cruz – Apesc – com o foco voltado na ética, seriedade e transparência que caracterizam a entidade. Assim, o Hospital Santa Cruz inicia uma nova fase, dando continuidade ao atendimento das demandas em saúde da comunidade do Vale do Rio Pardo.
Em setembro de 2014 o Hospital foi habilitado como Centro de Referência em Alta Complexidade Cardiovascular. Com a habilitação, o Hsc está agora credenciado a realizar também procedimentos endovasculares extracardíacos e de eletrofisiologia pelo Sistema Único de Saúde (SUS). Os serviços abrangem a 8ª, a 13ª e parte da 2ª Coordenadoria Regional de Saúde, representando mais de 600 mil habitantes de 25 municípios dos vales do Rio Pardo e do Jacuí.

## Residências
O hospital oferece residências médicas nas áreas de: Clínica Médica, Cirurgia Geral, Ginecologia e Obstetrícia, Pediatria e Medicina de Família e Comunidade. Também oferece uma residência multiprofissional em Intensivismo – Urgência/ Trauma (para os graduados nos cursos de Nutrição, Fisioterapia, Enfermagem, Farmácia, Odontologia, Psicologia, Educação Física e Serviço Social).

## Números
Conforme o site oficial, estes são os números do hospital:
|                                   | 2012    | 2013    | 2014    | 2015    |
| Número de Leitos                  | 191     | 234     | 248     | 232     |
| Internações                       | 11.950  | 13.099  | 12.633  | 12.188  |
| Internações-Dia                   | 47.765  | 53.500  | 50.332  | 48.455  |
| Percentual Geral de Ocupação      | 74,04%  | 75%     | 68,22%  | 68,22%  |
| Média Geral de Permanência (dias) | 3,78    | 3,94    | 3,8     | 4,02    |
| Procedimentos Cirúrgicos Totais   | 8.453   | 9.398   | 8.948   | 10.504  |
| Partos (normais e cesáreos)       | 1.665   | 1.843   | 1.909   | 1.975   |
| Atendimentos Ambulatoriais        | 213.226 | 222.834 | 229.399 | 197.533 |
| Refeições Servidas                | 358.385 | 401.834 | 413.248 | 387.018 |
| Processamento de Roupas (kg)      | 410.427 | 450.414 | 469.128 | 473.238 |

### Relação SUS / Convênios
Conforme o site oficial, esta é a relação entre ocupação SUS/convênios:
|                                 | 2012   | 2013   | 2014   | 2015   |
| SUS                             | 72,97% | 76,62% | 83,27% | 84,60% |
| Demais Convênios e Particulares | 27,03% | 23,38% | 16,73% | 15,40% |

## Maternidade
O Hospital Santa Cruz conta com uma infraestrutura preparada e equipada para bem atender à família e ao recém-nascido. A Maternidade é composta de 35 leitos, sendo 22 para atendimentos SUS em enfermarias e 13 leitos para atendimentos semiprivativos, privativos luxo e suítes para clientes particulares e conveniados, destinados ao atendimento ginecológico e obstétrico.
Com o objetivo de estimular a amamentação, o HSC desenvolve o Serviço de Incentivo ao Aleitamento Materno – SIAMA, programa do Ministério da Saúde e da Unicef. Por meio dele, as mamães, além de permanecerem em período integral junto ao recém-nascido, recebem apoio e orientações sobre a importância do aleitamento.
A casa de saúde também oferece dois momentos para a gestante se familiarizar com o ambiente e tirar as dúvidas em relação ao nascimento do bebê. Um deles é a Visitação de Gestantes, em que a paciente marca uma visita e tem a oportunidade de conhecer os quartos, o Centro Obstétrico, a Unidade de Cuidados Intermediários – UCI, enfim, toda a infraestrutura do local, além das normas e rotinas da Instituição.
Em 2013, o HSC passou a oferecer também o Encontro de Gestantes, realizado bimensalmente em dois encontros com uma equipe multidisciplinar ligada à Instituição composta por médicos, nutricionistas, psicólogos, fisioterapeutas, enfermeiras e assistentes sociais.

#### Centro obstétrico
- O Centro Obstétrico (CO) do Hospital Santa Cruz atende a pacientes durante o período de trabalho de parto, parto e puerpério, sendo referência na região para receber gestantes de alto risco.
- Conta com profissionais qualificados para o atendimento com plantão médico obstétrico e pediátrico 24 horas, enfermeira e técnicos de enfermagem. O CO dispõe de oito leitos, uma sala de cesariana e duas salas de parto normal.
- O recém-nascido é atendido dentro do centro obstétrico, onde recebe o banho com a presença do familiar. Na recuperação obstétrica a paciente permanece, em média, duas horas no parto normal e entre 3 e 4 horas no parto cesária.
- O recém-nascido fica com a mãe na recuperação após seu atendimento para iniciarem o Incentivo ao Aleitamento Materno o mais precoce possível.

#### UTI Neonatal / Pediátrica
- Dispõe de oito leitos próprios para o atendimento de recém-nascidos de 0 a 28 dias e crianças de 29 dias a 12 anos.
- Foi inteiramente construída por meio de contribuições da comunidade, sendo uma das mais modernas do Estado.
- Conta com plantão médico 24 horas, como também enfermeiros e técnicos de enfermagem.
- Há diversos programas e projetos desenvolvidos na UTI Neonatal.

## Unidades de Internação
Ala Santa Clara
É constituída somente de quartos individuais com 18 leitos entre privativos, luxo e suítes, que atendem a clientes adultos particulares e conveniados.
Ala Santo Antônio
Unidade destinada a clientes adultos particulares e conveniados, sendo 20 leitos semiprivativos e 05 leitos privativos stander.
Ala São Francisco
Reúne 44 leitos destinados a atendimento de clientes adultos internados pelo Sistema Único de Saúde (SUS), sendo 41 leitos em enfermarias e 03 leitos de isolamento.
Pediatria
É constituída por 40 leitos destinados ao atendimento de crianças de zero a 12 anos, sendo 25 leitos SUS em enfermarias e 15 leitos semiprivativos, privativos luxo e suítes para crianças particulares e conveniadas. O ambiente ainda possui sala de recreação, com jogos e brinquedos, e uma biblioteca com acervo de aproximadamente 500 exemplares.

## UTI Adulto
Disponibiliza dez leitos para o atendimento de pacientes em idade adulta. É equipada com respiradores e outros aparelhos de última geração. Conta com plantão médico 24 horas, como também enfermeiros e técnicos de enfermagem.
Atualmente são oito leitos para atendimento geral e dois destinados para pacientes cardíacos.
O HSC já possui um projeto de ampliação da Unidade de Terapia Intensiva para 20 leitos e está buscando captar recursos municipais, estaduais e federais para colocar em prática estas melhorias. Com isso, mais de 100 pacientes poderão ser atendidos mensalmente no setor.